# 印度共产主义革命者团结中心（马列） (D·V·拉奥)
印度共产主义革命者团结中心（英语：Unity Centre of Communist Revolutionaries of India (Marxist–Leninist)）是印度的一个共产主义政党。该党由D.V.拉奥创建于1980年印度大选后，分裂自原来的印度共产主义革命者团结中心（马列）。D·V·拉奥曾担任该党的中央委员会书记。该党内部曾就一些议题产生分歧，比如该党该与毛泽东死后的中国保持何种关系。D·V·拉奥认为邓小平领导下的中国仍然是社会主义国家。
目前，该党由Arika Gumpaswamy领导。